# Греческо-шведские отношения
Двусторонние отношения между Грецией и Швецией по различным вопросам, представляющим взаимный интерес, берут своё начало в XI веке. Дипломатические отношения между этими двумя странами были установлены в 1852 году. Швеция представлена в Греции посольством в Афинах и восемью консульствами в Салониках, на Родосе, Корфу, Ираклионе и Ханье. Греция представлена в Швеции посольством в Стокгольме и двумя генеральными консульствами — в Мальмё и Гётеборге. Обе страны являются членами таких международных организаций, как Организация экономического сотрудничества и развития (ОЭСР), Организация по безопасности и сотрудничеству в Европе (ОБСЕ) и Европейский союз. Греция полностью поддерживала вступление Швеции в НАТО.

## Перечень двусторонних соглашений
- Соглашения о торговле и судоходстве (1852)
- Меморандумы о взаимопонимании с 1929
- Избежание двойного налогообложения доходов или капитала (1961)
- Социальная защита (1984)
- Сотрудничество в области обороны (1999)[1]

## Двусторонние визиты
- 27 июня 2006 года: Премьер-министр Греции Костас Караманлис посещает Стокгольм
- 24 октября 2007 года: Министр иностранных дел Швеции Карл Бильдт посещает Афины
- 20—22 мая 2008 года: Президент Греции Каролос Папулиас с государственным визитом посетил Стокгольм[1]